# Bert van Goethem
Albertus Gerardus Joseph (Bert) van Goethem (ca. 1940) is een Nederlands voormalig politicus van de KVP en later het CDA.
Op 17-jarige leeftijd ging hij werken bij de gemeente Heerlen en na het vervullen van zijn dienstplicht ging hij in augustus 1966 werken bij de gemeente Schaesberg. Hij was daar chef van het kabinet van de burgemeester toen hij in juli 1969 benoemd werd tot burgemeester van Roosteren. Op 1 mei 1972 werd hij de burgemeester van Susteren en op die datum werd hij daarnaast de waarnemend burgemeester van Roosteren. Op 1 januari 1982 was er in Limburg een grote gemeentelijke herindeling waarbij Van Goethem de burgemeester van Beek werd.
In 1996 schreef een parlementaire commissie die de gang van zaken bij de Stichting Woningbeheer Limburg (WBL) onderzocht over hem onder meer: "De commissie acht het laakbaar dat de WBL meewerkt aan een schijnconstructie voor Van Goethem als 'adviseur' toen deze als gevolg van veranderde regelgeving niet meer als bestuurder (voorzitter) bij de WBL kon functioneren. Die laakbaarheid geldt ook voor Van Goethem zelf." Begin 1998 publiceerde het dagblad De Limburger een artikel waarin ze hem beschuldigen van gesjoemeld met declaraties. Na een kritisch rapport van accountantsbureau Deloitte & Touche volgde een motie van wantrouwen die werd verworpen. In mei van dat jaar ging hij eerder dan gepland, volgens officiële lezing vanwege gezondheidsproblemen, vervroegd met pensioen. Hij won een tegen De Limburger aangespannen rechtszaak over die publicatie maar het gerechtshof in 's-Hertogenbosch verwierp in 1999 die uitspraak.